# Johannes C. Jochims
Johannes Christian Jochims (* 15. Januar 1933 in Kiel; † 25. August 2013) war ein deutscher Chemiker. 
Johannes Jochims studierte von 1952 bis 1959 Biologie und Chemie an den Universitäten in Göttingen, München und Heidelberg. 1962 wurde er in Heidelberg zum Dr. rer. nat. promoviert. Von 1962 bis 1971 war er Wissenschaftlicher Assistent am Max-Planck-Institut für medizinische Forschung Heidelberg. Nach einem Aufenthalt als Visiting Professor an der University of California, Los Angeles habilitierte er sich in Heidelberg. Er war Wissenschaftlicher Rat im Fachbereich Chemie der Universität Konstanz und wurde ebenda zum Professor für Chemie berufen. 
Lehr- und Forschungsschwerpunkt Jochims war die Organische Chemie, insbesondere Reaktive Zwischenstufen (Cumulene, Heterocumulene), Magnetische Kernresonanz, Stereochemie.

## Schriften
- Die magnetische Kernresonanz als Werkzeug des Stereochemikers, Universitätsverlag Konstanz 1973, ISBN 3-87940-066-0
- Enantiomere Pentatetraene und deren Barriere der thermischen Razemisierung, 1977, zusammen mit Klaus Bertsch
- Cyanamidiumsalze aus Isocyaniden und N-Chloraminen, Verlag Chemie 1983, zusammen mit Rajab Abu-El-Halawa
- Metal Complexes of Cyanamides and Their Alkylation to Cyanamidium Salts: General Synthesis of Highly Substituted Ureas, Isoureas, and Guanidines, Verlag Chemie 1984, zusammen mit Rajab Abu-El-Halawa
- Alkylidenecyanamidium Salts: Alpha-brominations of Carbodiimides, Verlag Chemie 1984, zusammen mit Rajab Abu-El-Halawa